# Julian Stockwin
Julian Stockwin est un écrivain britannique né en 1944.

## Biographie
Il intègre dès l'âge de 14 ans une école navale pour cadets. À 15 ans, Julian Stockwin s'engage dans la Royal Navy et est ensuite transféré dans la Royal Australian Navy.
Il est plus tard chargé par l'OTAN de superviser les problèmes stratégiques liés à la surveillance des lignes maritimes empruntées par les navires marchands.
Il se consacre désormais à l'écriture de ses romans. 

## Liste des œuvres
- Les Aventures de Thomas Kydd, marin de Sa Majesté
  - Enrôlé de force, Presses de la Cité, 2006  (ISBN 978-2258073210), 339 p.
  - Artémis, Presses de la Cité, 2008  (ISBN 978-2258073807), 376 p.
  - Les Hommes du Seaflower, Presses de la Cité, 2009  (ISBN 978-2258073814), 399 p.
  - La Grande Mutinerie, Presses de la Cité 2010  (ISBN 978-2-258-07382-1), 385 p.